# Norderfriedrichskoog
Norderfriedrichskoog (danès Nørre Frederikskoog) és un municipi del districte de Nordfriesland, dins l'Amt Eiderstedt, a l'estat alemany de Slesvig-Holstein. es troba a uns 18 km al nord de Tönning i 20 km al sud-oest de Husum, a la costa nord de la península d'Eiderstedt. El 31 de desembre del 2023 tenia 43 habitants.